# 齊滅宋之戰
齊滅宋之戰發生於前286年，戰國時代齊國攻滅宋國的一場戰爭。

## 背景
前329年，戴偃以武力取得宋國君主之位，其兄宋剔成君逃亡至齊國。前318年，戴偃自立為王。 其後宋王偃向東討伐齊國，攻取五城；向南擊敗楚軍，拓地三百餘里；向西戰敗魏軍，攻取二城，自始與齊、魏、楚結怨。宋王偃又攻滅滕國、討伐薛國，國力達至頂峯，被稱為「五千乘之勁宋」。但宋王偃為人暴虐驕縱，盛血囊射天以示威服鬼神，為人嗜酒好色，又射殺勸諫他的大臣，諸侯皆稱他為「桀宋」。齊湣王欲滅宋國以利於向中原擴張，卻遭到秦國的干涉。

## 戰爭過程
前286年，宋國發生內亂，齊湣王派遣將軍韓聶舉兵攻滅宋國，宋國人民長久苦於「桀宋」的虐政，民心離散遂至城池不守。齊軍得以迅速攻破宋國都城。宋王偃出亡，死在魏國的溫邑（今河南省溫縣）。

## 影響
齊滅宋之戰標誌着齊國的興盛的頂峯。然而齊滅宋一事，不僅加劇齊同秦、趙的矛盾，也對韓、魏、楚形成嚴重威脅，導致齊國與各國之間的矛盾異常尖銳。
前314年，齊國曾趁著燕國發生子之之亂時進佔燕國，但因齊軍出現軍紀敗壞、掠奪民財的情況，導致燕人叛亂，不久齊軍就在趙、魏、韓、楚、秦等國的壓力下被迫撤軍。後來燕國利用這種形勢積極活動，和各國結成攻齊聯盟。
前284年，燕國上將軍樂毅統率燕、秦、韓、趙、魏五國軍隊攻打齊國，並策反以救齊為名的楚國將領淖齒，其後樂毅在濟西之戰大敗齊軍主力，攻取了齊國七十餘城，齊國只剩下莒和即墨而近乎亡國。